# Harri Koskela
Harri Matias Koskela (Lapua, 8 de octubre de 1985) es un deportista finlandés que compitió en lucha grecorromana.
Participó en tres Juegos Olímpicos de Verano, entre los años 1988 y 1996, obteniendo una medalla de plata en Seúl 1988, en la categoría de 90 kg.
Ganó dos medallas en el Campeonato Mundial de Lucha, plata en 1990 y bronce en 1991, y una medalla de bronce en el Campeonato Europeo de Lucha de 1987.

## Palmarés internacional
| Juegos Olímpicos   | Juegos Olímpicos     | Juegos Olímpicos  | Juegos Olímpicos |
| Año                | Lugar                | Medalla           | Categoría        |
| ------------------ | -------------------- | ----------------- | ---------------- |
| 1988               | Seúl (Corea del Sur) | Medalla de plata  | 90 kg            |
| Campeonato Mundial |                      |                   |                  |
| Año                | Lugar                | Medalla           | Categoría        |
| 1990               | Ostia (Italia)       | Medalla de plata  | 90 kg            |
| 1991               | Varna (Bulgaria)     | Medalla de bronce | 90 kg            |
| Campeonato Europeo |                      |                   |                  |
| Año                | Lugar                | Medalla           | Categoría        |
| 1987               | Tampere (Finlandia)  | Medalla de bronce | 90 kg            |